# 炭酸銀(I)
炭酸銀(I)（たんさんぎん いち、英: silver(I) carbonate）は無機化合物の一種で、化学式 Ag2CO3 と表される銀の炭酸塩である。

## 性質
淡黄色〜黄緑色の粉末。多くの炭酸塩の例に従い水には溶けにくい。また他の多くの銀塩に習い、感光して銀を生成し、暗紫色ないし暗灰白色を呈する。熱分解により酸化銀(I)を経て単体の銀を与える。比較的不安定であり、高純度の炭酸銀(I)の長期単離保存は容易でない。

## 実験室的製法
炭酸アンモニウム水溶液と硝酸銀の混合により乳白色の沈殿が生じる。炭酸水素ナトリウム、ないし炭酸ナトリウム水溶液と混合した場合は色が暗くなる。これは酸化銀(I)の沈殿を生じるためと考えられている